# Moissy-Moulinot
Moissy-Moulinot é uma comuna francesa na região administrativa de Borgonha-Franco-Condado, no departamento Nièvre. Estende-se por uma área de 3 km². Em 2010 a comuna tinha 20 habitantes (densidade: 6,7 hab./km²).